# Nectarinia mediocris
Nectarinia mediocris é uma espécie de ave da família Nectariniidae.
Pode ser encontrada nos seguintes países: República Democrática do Congo, Quénia, Malawi, Moçambique, Tanzânia e Zâmbia.